# Cetonia vetusta
Cetonia vetusta är en skalbaggsart som beskrevs av Conrad Ritsema 1885. Cetonia vetusta ingår i släktet Cetonia och familjen Cetoniidae. Utöver nominatformen finns också underarten C. v. miksici.